# ماتياس فاريلا
ماتياس فاريلا (بالسويدية: Matias Varela)‏ هو ممثل سويدي، ولد في 1 نوفمبر 1980 بستوكهولم في السويد.

## أعمال

### أفلام
- (2015) كسر نقطة[5][6]
- (2016) أساسنز كريد[7]

## وصلات خارجية
- ماتياس فاريلا على موقع IMDb (الإنجليزية)
- ماتياس فاريلا على موقع ميتاكريتيك (الإنجليزية)
- ماتياس فاريلا على موقع ميتاكريتيك (الإنجليزية)
- ماتياس فاريلا على موقع روتن توميتوز (الإنجليزية)
- ماتياس فاريلا على موقع أول موفي (الإنجليزية)
- ماتياس فاريلا على موقع قاعدة بيانات الأفلام السويدية (السويدية)
- ماتياس فاريلا على موقع قاعدة بيانات الفيلم (الإنجليزية)